# Бачо, Янош
Янош Бачо, до 1931 г. носил фамилию Рейтер (10 октября 1919, Байя — 24 марта 1960, Будапешт, Йожефварош) — венгерский журналист и писатель исторической литературы.

## Биография
Родился в еврейской семье, отец — адвокат Эмиль Рейтер, мать Йожа Кёхеди. Начал своё обучение в Торгово-промышленной академии в Вене в 1937 году, но через год, когда произошёл аншлюс, бежал в Париж, а затем в Испанию в 1939 году, когда разразилась война. Вернулся в Венгрию в 1941 году и скрывался дома от трудовой службы. Его отец был депортирован в 1944 году и стал жертвой Холокоста.
Работал журналистом с 1945 году. Серия его очерков о закулисных событиях в нацистской Германии, пользовавшаяся популярностью у читателей, позднее была переработана и издана в виде книги «Что происходило за кулисами», переведённую на многие языки, в том числе русский.
Похоронен в Будапеште на кладбище Фаркашрети.